# Statskuppen i Thailand 2006
Militärkuppen i Thailand 2006 ägde rum den 19 september 2006, när den kungliga thailändska armén genomförde en oblodig statskupp mot Thailands premiärminister Thaksin Shinawatras regering. Premiärministern själv befann sig i New York. Kuppen, som är den första i Thailand på femton år, följde efter en längre tids politisk kris mellan Thaksin och hans politiska motståndare och inträffade mindre än en månad innan valet skulle hållas den 15 oktober 2006. Militärjuntan ställde in det kommande valet, satte konstitutionen ur spel, upplöste parlamentet, utlyste undantagstillstånd, arresterade regeringsmedlemmar och släckte alla lokala och internationella nyhetssändningar i Thailand.

## Internationella reaktioner
- FN:s generalsekreterare Kofi Annan sa till CNN, "jag har inga detaljer men detta är inte en verksamhet som uppmuntras". Han sa också, "som afrikanska unionen, till exempel, har sagt, de stöder inte de som tar makten genom en gevärspipa," och "under det senaste decenniet eller så, har de etablerat en solid demokrati och institutioner under kungens ledarskap. Jag är säker på att de kommer att återställa institutionerna och gå tillbaka till ett demokratiskt system så snart som möjligt."
- Talesmannen för Europeiska unionen och premiärministern i Finland Matti Vanhanen uttryckte sin "djupa oro" och tillade, "Det är mycket oroande att en demokratisk institution verkar ha störtas med militärmakt." Vanhanen betonar nödvändigheten i att återgå till en demokratisk ordning utan dröjsmål.
- Sveriges dåvarande utrikesminister Jan Eliasson uttryckte sin oro för händelseutvecklingen i Thailand, "Läget är ännu inte helt klart men det är angeläget att politiska motsättningar löses inom konstitutionens ramar, fredligt och i enlighet med demokratiska principer och med respekt för mänskliga rättigheter. Vi följer naturligtvis noga händelseutvecklingen i Bangkok".[1]